# Sân vận động Al Bayt
Sân vận động Al Bayt (tiếng Ả Rập: استاد البيت, đã Latinh hoá: ʾIstād al-Bayt, n.đ. 'Sân vận động Nhà') là một sân vận động bóng đá có mái che có thể thu vào ở Al Khor, Qatar, được mở cửa đúng giờ cho các trận đấu tại Giải vô địch bóng đá thế giới 2022, bắt đầu vào ngày 20 tháng 11 năm 2022. Hợp đồng xây dựng sân vận động đã được trao cho nhà thầu người Qatar Galfar Al Misnad, Webuild SpA và Cimolai vào năm 2015. Vào tháng 1 năm 2020, sân vận động đã nhận được chứng chỉ bền vững về thiết kế xanh, quản lý xây dựng và hiệu quả năng lượng. Các nhà quan sát quốc tế đã chỉ trích cách đối xử của công nhân trong việc xây dựng sân vận động.
Sân vận động nằm cách Doha khoảng 35 km.

## Kế hoạch
Sân vận động Al Bayt đã tổ chức trận khai mạc của Giải vô địch bóng đá thế giới 2022, đồng thời tổ chức trận bán kết và trận tứ kết. Sân vận động đã tổ chức khoảng 60.000 người hâm mộ World Cup, bao gồm 1.000 chỗ ngồi cho báo chí. Thiết kế kiến trúc lấy cảm hứng từ những chiếc lều truyền thống của các dân tộc du mục ở Qatar và khu vực. Nó có mái che có thể thu vào, cung cấp chỗ ngồi có mái che cho tất cả khán giả. Nó kết nối với các hệ thống giao thông và có bãi đậu xe tại chỗ cho 6.000 ô tô, 350 xe buýt và 150 xe buýt/xe đưa đón công cộng đến và đi, cũng như 1.000 taxi và taxi nước. Sân vận động được chứng nhận về thông tin bền vững theo Hệ thống đánh giá tính bền vững toàn cầu (GSAS) cho một số chứng chỉ đại diện cho thiết kế & xây dựng bền vững, thực hành quản lý xây dựng và hiệu quả của trung tâm năng lượng. Sân vận động cũng nhận được xếp hạng GSAS năm sao.
Sân vận động cũng bao gồm các dãy phòng khách sạn sang trọng và các phòng có ban công nhìn ra sân bóng.
Để đánh dấu Ngày thể thao quốc gia , lễ khai mạc chính thức của công viên liền kề sân vận động đã được thông báo sẽ được tổ chức vào chính ngày thể thao của Qatar, ngày 11 tháng 2 năm 2020.

## Xây dựng
Sân vận động Al Bayt ở Qatar là một trong tám sân vận động được sử dụng trong Giải vô địch bóng đá thế giới 2022, sân vận động lớn thứ hai sau Sân vận động Lusail. Sân vận động được thiết kế bởi Dar Al-Handasah. Sau World Cup, nó dự kiến sẽ được cấu hình lại thành một sân vận động 32.000 chỗ ngồi. Ghế thừa sẽ bị loại bỏ khỏi tầng trên và tặng cho các quốc gia khác hoặc đặt trên cơ sở hạ tầng được lên kế hoạch cho Đại hội thể thao châu Á 2030. Không gian bỏ trống sau đó sẽ được chuyển đổi thành khách sạn năm sao, trung tâm mua sắm và các cơ sở thể thao khác.
Cấu trúc giống như cái lều có bốn giá đỡ, mỗi giá đỡ có tường bên ngoài và đỉnh mái được phủ bằng màng sợi thủy tinh dệt bằng polytetrafluoroetylen (PTFE). Phần bên ngoài của màng PTFE được tô màu đen, trắng và đỏ truyền thống để gợi nhớ thêm về lều của người dân du mục Qatar. Một mái nhà có thể thu vào kết nối bốn khán đài để bao quanh sân vận động.
Một cuộc điều tra năm 2021 của The Guardian tiết lộ rằng hơn 6.500 công nhân nhập cư từ Bangladesh, Ấn Độ, Pakistan, Nepal và Sri Lanka đã chết từ năm 2010 đến 2020 trong quá trình xây dựng các địa điểm tổ chức World Cup ở Qatar. Các số liệu được The Guardian sử dụng không bao gồm nghề nghiệp hoặc nơi làm việc nên những cái chết không thể liên quan chắc chắn đến chương trình xây dựng World Cup, nhưng "một tỷ lệ rất đáng kể những người lao động nhập cư đã chết kể từ năm 2011 chỉ ở đất nước vì Qatar đã giành quyền đăng cai World Cup." Bình luận về cuộc điều tra, Construction News nhân thấy, đầu tiên, một cuộc điều tra của BBC Newsnight năm 2014 tuyên bố những người lao động nhập cư được Carillion tuyển dụng các nhà thầu phụ ở Qatar bị buộc phải làm việc trong điều kiện không an toàn và bị trừ lương; thứ hai, nó nhắc lại một báo cáo năm 2019 của Trung tâm Tài nguyên Doanh nghiệp và Nhân quyền cho thấy các công ty xây dựng làm việc tại Qatar và UAE đã "không" bảo vệ quyền của người lao động – các công ty bao gồm công ty con cũ của Carillion là Al-Futtaim Carillion, Interserve, Laing O'Rourke, Multiplex và Vinci QDVC.

## Vi phạm nhân quyền
Theo một báo cáo bởi Equidem, những người lao động nhập cư làm việc tại sân vận động này phải đối mặt với nhiều vi phạm về quyền lao động và nhân quyền: phá hoại các cuộc thanh tra độc lập của Qatar, phá hoại các nguyên tắc về tiền lương, lạm dụng thể chất, lạm dụng bằng lời nói, tổn hại về tinh thần (đe dọa, căng thẳng và văn hóa sợ hãi), rủi ro về sức khỏe và an toàn, phơi nhiễm đối với COVID-19, rủi ro sức khỏe tại các trại lao động, phân biệt đối xử dựa trên quốc tịch, rào cản thăng tiến, ăn cắp tiền lương (giữ lương, làm thêm giờ không lương, không trả trợ cấp thôi việc), làm việc quá mức, tuyển dụng bất hợp pháp (phí tuyển dụng, lừa dối trong tuyển dụng), giữ hộ chiếu công nhân, hệ thống báo cáo vi phạm quyền không đầy đủ, trả thù vì báo cáo vi phạm quyền và không thể thay đổi người sử dụng lao động.

## Lịch sử
Lễ khánh thành sân vận động diễn ra vào ngày 30 tháng 11 năm 2021, nhân dịp lễ khai mạc Cúp bóng đá các quốc gia Ả Rập 2021, sau đó là trận đấu giữa chủ nhà Qatar và Bahrain, trong đó nhà đương kim vô địch châu Á Qatar đã sống sót sau một trận thua đáng sợ vào phút cuối, chống đỡ đội khách với tỷ số 1–0 nhờ cú đánh đầu của Abdulaziz Hatem ở phút 69.
Sự kiện này có sự tham gia của Tiểu vương (người đứng đầu nhà nước) của Qatar, Sheikh Tamim bin Hamad Al Thani. Chủ tịch FIFA Gianni Infantino, một số Nguyên thủ quốc gia và các cơ quan chức năng cũng như Chủ tịch từ các hiệp hội thành viên dự lễ khánh thành Sân vận động Al Bayt và đánh dấu lễ khai mạc chính thức của Cúp bóng đá Ả Rập 2021. Sân vận động mới được xây dựng đã tổ chức năm trận đấu trong khuôn khổ Cúp bóng đá Ả Rập 2021, bao gồm cả trận chung kết của giải đấu vào ngày 18 tháng 12 năm 2021.
Vào ngày 20 tháng 11 năm 2022, sân vận động tổ chức trận khai mạc Giải vô địch bóng đá thế giới giữa Qatar và Ecuador; 67.372 người được báo cáo là có mặt khi trận đấu bắt đầu, mặc dù sức chứa của sân vận động là 60.000 người.

## Kết quả giải đấu gần đây

### Cúp bóng đá Ả Rập 2021
Sân vận động Al Bayt đã tổ chức năm trận đấu trong khuôn khổ Cúp bóng đá Ả Rập 2021, bao gồm cả trận chung kết.
| Ngày                 | Giờ   | Đội số 1 | Kết quả        | Đội số 2 | Vòng đấu  | Khán giả |
| -------------------- | ----- | -------- | -------------- | -------- | --------- | -------- |
| 30 tháng 11 năm 2021 | 19:30 | Qatar    | 1 - 0          | Bahrain  | Bảng A    | 47,813   |
| 3 tháng 12 năm 2021  | 22:00 | Syria    | 2 - 0          | Tunisia  | Bảng B    | 15,913   |
| 6 tháng 12 năm 2021  | 22:00 | Qatar    | 3 - 0          | Iraq     | Bảng A    | 23,008   |
| 10 tháng 12 năm 2021 | 22:00 | Qatar    | 5 - 0          | UAE      | Tứ kết    | 63,439   |
| 18 tháng 12 năm 2021 | 18:00 | Tunisia  | 0 - 2 (s.h.p.) | Algérie  | Chung kết | 60,456   |

### World Cup 2022
Sân vận động Al Bayt tổ chức 9 trận đấu ở World Cup 2022, bao gồm 6 trận đấu ở vòng bảng, 1 trận đấu ở vòng 16 đội, 1 trận tứ kết và 1 trận bán kết.
| Ngày                 | Giờ   | Đội số 1    | Kết quả | Đội số 2 | Vòng đấu               | Khán giả |
| -------------------- | ----- | ----------- | ------- | -------- | ---------------------- | -------- |
| 20 tháng 11 năm 2022 | 19:00 | Qatar       | 0 - 2   | Ecuador  | Bảng A (Trận khai mạc) | 67,372   |
| 23 tháng 11 năm 2022 | 13:00 | Maroc       | 0 - 0   | Croatia  | Bảng F                 | 59,407   |
| 25 tháng 11 năm 2022 | 22:00 | Anh         | 0 - 0   | Hoa Kỳ   | Bảng B                 | 68,463   |
| 27 tháng 11 năm 2022 | 22:00 | Tây Ban Nha | 1 - 1   | Đức      | Bảng E                 | 68,895   |
| 29 tháng 11 năm 2022 | 18:00 | Hà Lan      | 2 - 0   | Qatar    | Bảng A                 | 66,784   |
| 1 tháng 12 năm 2022  | 22:00 | Costa Rica  | 2 - 4   | Đức      | Bảng E                 | 67,054   |
| 4 tháng 12 năm 2022  | 22:00 | Anh         | 3 - 0   | Sénégal  | Vòng 16 đội            | 65,985   |
| 10 tháng 12 năm 2022 | 22:00 | Anh         | 1 - 2   | Pháp     | Tứ kết                 | 68,895   |
| 14 tháng 12 năm 2022 | 22:00 | Pháp        | 2 - 0   | Maroc    | Bán kết                | 68,294   |

### Asian Cup 2023
Sân vận động Al Bayt tổ chức 4 trận đấu ở Asian Cup 2023, bao gồm 2 trận đấu ở vòng bảng, 1 trận đấu ở vòng 16 đội và 1 trận tứ kết 
| Ngày                | Giờ   | Đội        | Kết quả                   | Đội        | Vòng đấu    | Khán giả |
| ------------------- | ----- | ---------- | ------------------------- | ---------- | ----------- | -------- |
| 17 tháng 1 năm 2024 | 20:30 | Tajikistan | 0 - 1                     | Qatar      | Bảng A      | 57.640   |
| 23 tháng 1 năm 2024 | 14:30 | Syria      | 1 - 0                     | Ấn Độ      | Bảng B      | 42.787   |
| 29 tháng 1 năm 2024 | 19:00 | Qatar      | 2 - 1                     | Palestine  | Vòng 16 đội | 63.753   |
| 3 tháng 2 năm 2024  | 18:30 | Qatar      | 1 - 1 (S.h.p) 3 - 2 (Pen) | Uzbekistan | Tứ kết      | 58.791   |